# موراوی (باشقیرستان)
موراوی (انگلیسی: Muravey, Bashkortostan) یک شهرک در شهرستان استرلیتاماکسکی استان باشقیرستان کشور روسیه است.